# Liste des planètes mineures (106001-107000)
Voici la liste des planètes mineures numérotées de 106001 à 107000. Les planètes mineures sont numérotées lorsque leur orbite est confirmée, ce qui peut parfois se produire longtemps après leur découverte. Elles sont classées ici par leur numéro et donc approximativement par leur date de découverte.

## Planètes mineures 106001 à 107000

### 106001-106100
| Nom      | Désignation provisoire | Date de la découverte | Découvreur      |
| -------- | ---------------------- | --------------------- | --------------- |
| (106001) | 2000 SR283             | 23 septembre 2000     | LINEAR          |
| (106002) | 2000 SE284             | 23 septembre 2000     | LINEAR          |
| (106003) | 2000 SQ284             | 23 septembre 2000     | LINEAR          |
| (106004) | 2000 SN285             | 23 septembre 2000     | LINEAR          |
| (106005) | 2000 SO285             | 23 septembre 2000     | LINEAR          |
| (106006) | 2000 SY285             | 24 septembre 2000     | LINEAR          |
| (106007) | 2000 SX287             | 26 septembre 2000     | LINEAR          |
| (106008) | 2000 SY288             | 27 septembre 2000     | LINEAR          |
| (106009) | 2000 SG290             | 27 septembre 2000     | LINEAR          |
| (106010) | 2000 SR290             | 27 septembre 2000     | LINEAR          |
| (106011) | 2000 SU291             | 27 septembre 2000     | LINEAR          |
| (106012) | 2000 SF292             | 27 septembre 2000     | LINEAR          |
| (106013) | 2000 SQ292             | 27 septembre 2000     | LINEAR          |
| (106014) | 2000 SZ292             | 27 septembre 2000     | LINEAR          |
| (106015) | 2000 SK293             | 27 septembre 2000     | LINEAR          |
| (106016) | 2000 SS293             | 27 septembre 2000     | LINEAR          |
| (106017) | 2000 SH294             | 27 septembre 2000     | LINEAR          |
| (106018) | 2000 SK294             | 27 septembre 2000     | LINEAR          |
| (106019) | 2000 SN294             | 27 septembre 2000     | LINEAR          |
| (106020) | 2000 SS294             | 27 septembre 2000     | LINEAR          |
| (106021) | 2000 SX294             | 27 septembre 2000     | LINEAR          |
| (106022) | 2000 SK296             | 28 septembre 2000     | LINEAR          |
| (106023) | 2000 SN296             | 28 septembre 2000     | LINEAR          |
| (106024) | 2000 SC297             | 28 septembre 2000     | LINEAR          |
| (106025) | 2000 SG297             | 28 septembre 2000     | LINEAR          |
| (106026) | 2000 ST297             | 28 septembre 2000     | LINEAR          |
| (106027) | 2000 SV298             | 28 septembre 2000     | LINEAR          |
| (106028) | 2000 SB299             | 28 septembre 2000     | LINEAR          |
| (106029) | 2000 SN299             | 28 septembre 2000     | LINEAR          |
| (106030) | 2000 SB300             | 28 septembre 2000     | LINEAR          |
| (106031) | 2000 SL300             | 28 septembre 2000     | LINEAR          |
| (106032) | 2000 SO302             | 28 septembre 2000     | LINEAR          |
| (106033) | 2000 SJ303             | 28 septembre 2000     | LINEAR          |
| (106034) | 2000 SK303             | 28 septembre 2000     | LINEAR          |
| (106035) | 2000 SU303             | 28 septembre 2000     | LINEAR          |
| (106036) | 2000 SE304             | 30 septembre 2000     | LINEAR          |
| (106037) | 2000 SU304             | 30 septembre 2000     | LINEAR          |
| (106038) | 2000 SG305             | 30 septembre 2000     | LINEAR          |
| (106039) | 2000 SH305             | 30 septembre 2000     | LINEAR          |
| (106040) | 2000 SR305             | 30 septembre 2000     | LINEAR          |
| (106041) | 2000 SU305             | 30 septembre 2000     | LINEAR          |
| (106042) | 2000 SK306             | 30 septembre 2000     | LINEAR          |
| (106043) | 2000 SA307             | 30 septembre 2000     | LINEAR          |
| (106044) | 2000 SB307             | 30 septembre 2000     | LINEAR          |
| (106045) | 2000 SD307             | 30 septembre 2000     | LINEAR          |
| (106046) | 2000 SF307             | 30 septembre 2000     | LINEAR          |
| (106047) | 2000 SG307             | 30 septembre 2000     | LINEAR          |
| (106048) | 2000 SW307             | 30 septembre 2000     | LINEAR          |
| (106049) | 2000 SX307             | 30 septembre 2000     | LINEAR          |
| (106050) | 2000 SP308             | 30 septembre 2000     | LINEAR          |
| (106051) | 2000 SJ312             | 27 septembre 2000     | LINEAR          |
| (106052) | 2000 ST312             | 27 septembre 2000     | LINEAR          |
| (106053) | 2000 SJ313             | 27 septembre 2000     | LINEAR          |
| (106054) | 2000 SN313             | 27 septembre 2000     | LINEAR          |
| (106055) | 2000 SP313             | 27 septembre 2000     | LINEAR          |
| (106056) | 2000 SF315             | 28 septembre 2000     | LINEAR          |
| (106057) | 2000 SZ315             | 30 septembre 2000     | LINEAR          |
| (106058) | 2000 SE316             | 30 septembre 2000     | LINEAR          |
| (106059) | 2000 SK316             | 30 septembre 2000     | LINEAR          |
| (106060) | 2000 SS316             | 30 septembre 2000     | LINEAR          |
| (106061) | 2000 SU317             | 30 septembre 2000     | LINEAR          |
| (106062) | 2000 ST318             | 26 septembre 2000     | LINEAR          |
| (106063) | 2000 SR319             | 26 septembre 2000     | LINEAR          |
| (106064) | 2000 SA323             | 28 septembre 2000     | LINEAR          |
| (106065) | 2000 ST324             | 28 septembre 2000     | Spacewatch      |
| (106066) | 2000 SZ324             | 28 septembre 2000     | Spacewatch      |
| (106067) | 2000 SC328             | 30 septembre 2000     | LINEAR          |
| (106068) | 2000 SC329             | 27 septembre 2000     | Spacewatch      |
| (106069) | 2000 SJ330             | 27 septembre 2000     | LINEAR          |
| (106070) | 2000 SK333             | 26 septembre 2000     | NEAT            |
| (106071) | 2000 SS335             | 26 septembre 2000     | NEAT            |
| (106072) | 2000 SU335             | 26 septembre 2000     | NEAT            |
| (106073) | 2000 SP338             | 25 septembre 2000     | NEAT            |
| (106074) | 2000 SO339             | 25 septembre 2000     | NEAT            |
| (106075) | 2000 SX339             | 25 septembre 2000     | Spacewatch      |
| (106076) | 2000 SB345             | 20 septembre 2000     | NEAT            |
| (106077) | 2000 SB347             | 26 septembre 2000     | NEAT            |
| (106078) | 2000 SK347             | 25 septembre 2000     | LINEAR          |
| (106079) | 2000 SF348             | 20 septembre 2000     | LINEAR          |
| (106080) | 2000 SN348             | 20 septembre 2000     | LINEAR          |
| (106081) | 2000 SU348             | 30 septembre 2000     | LONEOS          |
| (106082) | 2000 SP350             | 29 septembre 2000     | LONEOS          |
| (106083) | 2000 SR352             | 30 septembre 2000     | LONEOS          |
| (106084) | 2000 SA355             | 29 septembre 2000     | LONEOS          |
| (106085) | 2000 SO355             | 29 septembre 2000     | LONEOS          |
| (106086) | 2000 SE356             | 29 septembre 2000     | LONEOS          |
| (106087) | 2000 SY357             | 28 septembre 2000     | LONEOS          |
| (106088) | 2000 SB359             | 26 septembre 2000     | LONEOS          |
| (106089) | 2000 SJ359             | 26 septembre 2000     | LONEOS          |
| (106090) | 2000 SY359             | 26 septembre 2000     | LONEOS          |
| (106091) | 2000 SZ361             | 23 septembre 2000     | LONEOS          |
| (106092) | 2000 SK362             | 24 septembre 2000     | LONEOS          |
| (106093) | 2000 SD366             | 23 septembre 2000     | LONEOS          |
| (106094) | 2000 SA368             | 24 septembre 2000     | LINEAR          |
| (106095) | 2000 SP369             | 25 septembre 2000     | LONEOS          |
| (106096) | 2000 TQ                | 2 octobre 2000        | Ball, L.        |
| (106097) | 2000 TC2               | 4 octobre 2000        | Yeung, W. K. Y. |
| (106098) | 2000 TC5               | 1er octobre 2000      | LINEAR          |
| (106099) | 2000 TF7               | 1er octobre 2000      | LINEAR          |
| (106100) | 2000 TX9               | 1er octobre 2000      | LINEAR          |

### 106101-106200
| Nom      | Désignation provisoire | Date de la découverte | Découvreur      |
| -------- | ---------------------- | --------------------- | --------------- |
| (106101) | 2000 TT12              | 1er octobre 2000      | LINEAR          |
| (106102) | 2000 TE13              | 1er octobre 2000      | LINEAR          |
| (106103) | 2000 TM13              | 1er octobre 2000      | LINEAR          |
| (106104) | 2000 TZ15              | 1er octobre 2000      | LINEAR          |
| (106105) | 2000 TW16              | 1er octobre 2000      | LINEAR          |
| (106106) | 2000 TG18              | 1er octobre 2000      | LINEAR          |
| (106107) | 2000 TC19              | 1er octobre 2000      | LINEAR          |
| (106108) | 2000 TF19              | 1er octobre 2000      | LINEAR          |
| (106109) | 2000 TV21              | 1er octobre 2000      | LINEAR          |
| (106110) | 2000 TW21              | 1er octobre 2000      | LINEAR          |
| (106111) | 2000 TS22              | 4 octobre 2000        | LINEAR          |
| (106112) | 2000 TT23              | 1er octobre 2000      | LINEAR          |
| (106113) | 2000 TF25              | 2 octobre 2000        | LINEAR          |
| (106114) | 2000 TC27              | 2 octobre 2000        | LINEAR          |
| (106115) | 2000 TU27              | 3 octobre 2000        | LINEAR          |
| (106116) | 2000 TP28              | 4 octobre 2000        | LINEAR          |
| (106117) | 2000 TH29              | 3 octobre 2000        | LINEAR          |
| (106118) | 2000 TT32              | 1er octobre 2000      | LINEAR          |
| (106119) | 2000 TZ32              | 4 octobre 2000        | LINEAR          |
| (106120) | 2000 TM33              | 4 octobre 2000        | LINEAR          |
| (106121) | 2000 TP33              | 4 octobre 2000        | LINEAR          |
| (106122) | 2000 TE34              | 7 octobre 2000        | Yeung, W. K. Y. |
| (106123) | 2000 TK35              | 6 octobre 2000        | LONEOS          |
| (106124) | 2000 TL35              | 6 octobre 2000        | LONEOS          |
| (106125) | 2000 TS35              | 6 octobre 2000        | LONEOS          |
| (106126) | 2000 TH36              | 6 octobre 2000        | LONEOS          |
| (106127) | 2000 TM36              | 6 octobre 2000        | LONEOS          |
| (106128) | 2000 TR37              | 1er octobre 2000      | LINEAR          |
| (106129) | 2000 TM38              | 1er octobre 2000      | LINEAR          |
| (106130) | 2000 TC39              | 1er octobre 2000      | LINEAR          |
| (106131) | 2000 TO39              | 1er octobre 2000      | LINEAR          |
| (106132) | 2000 TT40              | 1er octobre 2000      | LINEAR          |
| (106133) | 2000 TA41              | 1er octobre 2000      | LINEAR          |
| (106134) | 2000 TZ41              | 1er octobre 2000      | LINEAR          |
| (106135) | 2000 TE42              | 1er octobre 2000      | LINEAR          |
| (106136) | 2000 TH42              | 1er octobre 2000      | LINEAR          |
| (106137) | 2000 TC43              | 1er octobre 2000      | LINEAR          |
| (106138) | 2000 TO43              | 1er octobre 2000      | LINEAR          |
| (106139) | 2000 TQ43              | 1er octobre 2000      | LINEAR          |
| (106140) | 2000 TP44              | 1er octobre 2000      | LINEAR          |
| (106141) | 2000 TQ44              | 1er octobre 2000      | LINEAR          |
| (106142) | 2000 TT44              | 1er octobre 2000      | LINEAR          |
| (106143) | 2000 TU44              | 1er octobre 2000      | LINEAR          |
| (106144) | 2000 TL46              | 1er octobre 2000      | LONEOS          |
| (106145) | 2000 TQ49              | 1er octobre 2000      | LINEAR          |
| (106146) | 2000 TU50              | 1er octobre 2000      | LINEAR          |
| (106147) | 2000 TB51              | 1er octobre 2000      | LINEAR          |
| (106148) | 2000 TH51              | 1er octobre 2000      | LINEAR          |
| (106149) | 2000 TN51              | 1er octobre 2000      | LINEAR          |
| (106150) | 2000 TF54              | 1er octobre 2000      | LINEAR          |
| (106151) | 2000 TR56              | 2 octobre 2000        | LINEAR          |
| (106152) | 2000 TZ56              | 2 octobre 2000        | LONEOS          |
| (106153) | 2000 TM57              | 2 octobre 2000        | LONEOS          |
| (106154) | 2000 TV58              | 2 octobre 2000        | LONEOS          |
| (106155) | 2000 TB59              | 2 octobre 2000        | LONEOS          |
| (106156) | 2000 TU59              | 2 octobre 2000        | LONEOS          |
| (106157) | 2000 TJ60              | 2 octobre 2000        | LONEOS          |
| (106158) | 2000 TT60              | 2 octobre 2000        | LONEOS          |
| (106159) | 2000 TU60              | 2 octobre 2000        | LONEOS          |
| (106160) | 2000 TG61              | 2 octobre 2000        | LONEOS          |
| (106161) | 2000 TQ62              | 2 octobre 2000        | LINEAR          |
| (106162) | 2000 TR62              | 2 octobre 2000        | LINEAR          |
| (106163) | 2000 TT64              | 1er octobre 2000      | LONEOS          |
| (106164) | 2000 TA65              | 1er octobre 2000      | LINEAR          |
| (106165) | 2000 TC65              | 1er octobre 2000      | LINEAR          |
| (106166) | 2000 TN66              | 1er octobre 2000      | LINEAR          |
| (106167) | 2000 TS66              | 1er octobre 2000      | Spacewatch      |
| (106168) | 2000 TE67              | 2 octobre 2000        | LINEAR          |
| (106169) | 2000 TP67              | 2 octobre 2000        | LINEAR          |
| (106170) | 2000 TF68              | 6 octobre 2000        | LONEOS          |
| (106171) | 2000 TT70              | 5 octobre 2000        | LINEAR          |
| (106172) | 2000 UF                | 19 octobre 2000       | Sarounova, L.   |
| (106173) | 2000 UX2               | 22 octobre 2000       | Bickel, W.      |
| (106174) | 2000 UX3               | 24 octobre 2000       | LINEAR          |
| (106175) | 2000 UL5               | 24 octobre 2000       | LINEAR          |
| (106176) | 2000 UQ5               | 24 octobre 2000       | LINEAR          |
| (106177) | 2000 UZ5               | 24 octobre 2000       | LINEAR          |
| (106178) | 2000 UA6               | 25 octobre 2000       | LINEAR          |
| (106179) | 2000 UD6               | 24 octobre 2000       | LINEAR          |
| (106180) | 2000 UL6               | 24 octobre 2000       | LINEAR          |
| (106181) | 2000 UY6               | 24 octobre 2000       | LINEAR          |
| (106182) | 2000 UF7               | 24 octobre 2000       | LINEAR          |
| (106183) | 2000 US8               | 24 octobre 2000       | LINEAR          |
| (106184) | 2000 UG9               | 24 octobre 2000       | LINEAR          |
| (106185) | 2000 UP9               | 24 octobre 2000       | LINEAR          |
| (106186) | 2000 US9               | 24 octobre 2000       | LINEAR          |
| (106187) | 2000 UY9               | 24 octobre 2000       | LINEAR          |
| (106188) | 2000 UZ10              | 25 octobre 2000       | LINEAR          |
| (106189) | 2000 UM11              | 26 octobre 2000       | Juels, C. W.    |
| (106190) | 2000 UH12              | 24 octobre 2000       | LINEAR          |
| (106191) | 2000 UL12              | 24 octobre 2000       | LINEAR          |
| (106192) | 2000 UP12              | 25 octobre 2000       | LINEAR          |
| (106193) | 2000 UU14              | 25 octobre 2000       | LINEAR          |
| (106194) | 2000 UF15              | 25 octobre 2000       | LINEAR          |
| (106195) | 2000 UM15              | 29 octobre 2000       | Kusnirak, P.    |
| (106196) | 2000 UF16              | 29 octobre 2000       | LINEAR          |
| (106197) | 2000 UO17              | 24 octobre 2000       | LINEAR          |
| (106198) | 2000 UQ18              | 25 octobre 2000       | LINEAR          |
| (106199) | 2000 UR18              | 25 octobre 2000       | LINEAR          |
| (106200) | 2000 UA19              | 27 octobre 2000       | LINEAR          |

### 106201-106300
| Nom      | Désignation provisoire | Date de la découverte | Découvreur                           |
| -------- | ---------------------- | --------------------- | ------------------------------------ |
| (106201) | 2000 UR21              | 24 octobre 2000       | LINEAR                               |
| (106202) | 2000 UE22              | 24 octobre 2000       | LINEAR                               |
| (106203) | 2000 UB23              | 24 octobre 2000       | LINEAR                               |
| (106204) | 2000 UP27              | 24 octobre 2000       | LINEAR                               |
| (106205) | 2000 UY28              | 29 octobre 2000       | Spacewatch                           |
| (106206) | 2000 UR29              | 24 octobre 2000       | LINEAR                               |
| (106207) | 2000 UU29              | 25 octobre 2000       | LINEAR                               |
| (106208) | 2000 UW30              | 26 octobre 2000       | Beijing Schmidt CCD Asteroid Program |
| (106209) | 2000 UQ31              | 29 octobre 2000       | Spacewatch                           |
| (106210) | 2000 UA32              | 29 octobre 2000       | Spacewatch                           |
| (106211) | 2000 UR32              | 29 octobre 2000       | Spacewatch                           |
| (106212) | 2000 UJ33              | 29 octobre 2000       | Spacewatch                           |
| (106213) | 2000 UU33              | 24 octobre 2000       | LINEAR                               |
| (106214) | 2000 UZ34              | 24 octobre 2000       | LINEAR                               |
| (106215) | 2000 UD35              | 24 octobre 2000       | LINEAR                               |
| (106216) | 2000 US35              | 24 octobre 2000       | LINEAR                               |
| (106217) | 2000 UT35              | 24 octobre 2000       | LINEAR                               |
| (106218) | 2000 UV35              | 24 octobre 2000       | LINEAR                               |
| (106219) | 2000 UC36              | 24 octobre 2000       | LINEAR                               |
| (106220) | 2000 UD37              | 24 octobre 2000       | LINEAR                               |
| (106221) | 2000 UA38              | 24 octobre 2000       | LINEAR                               |
| (106222) | 2000 UN38              | 24 octobre 2000       | LINEAR                               |
| (106223) | 2000 UX38              | 24 octobre 2000       | LINEAR                               |
| (106224) | 2000 UA39              | 24 octobre 2000       | LINEAR                               |
| (106225) | 2000 UN39              | 24 octobre 2000       | LINEAR                               |
| (106226) | 2000 US39              | 24 octobre 2000       | LINEAR                               |
| (106227) | 2000 UA40              | 24 octobre 2000       | LINEAR                               |
| (106228) | 2000 UB40              | 24 octobre 2000       | LINEAR                               |
| (106229) | 2000 UM40              | 24 octobre 2000       | LINEAR                               |
| (106230) | 2000 UB41              | 24 octobre 2000       | LINEAR                               |
| (106231) | 2000 UL41              | 24 octobre 2000       | LINEAR                               |
| (106232) | 2000 UK42              | 24 octobre 2000       | LINEAR                               |
| (106233) | 2000 UP43              | 24 octobre 2000       | LINEAR                               |
| (106234) | 2000 UJ44              | 24 octobre 2000       | LINEAR                               |
| (106235) | 2000 UP44              | 24 octobre 2000       | LINEAR                               |
| (106236) | 2000 UN45              | 24 octobre 2000       | LINEAR                               |
| (106237) | 2000 UU45              | 24 octobre 2000       | LINEAR                               |
| (106238) | 2000 UW45              | 24 octobre 2000       | LINEAR                               |
| (106239) | 2000 UM46              | 24 octobre 2000       | LINEAR                               |
| (106240) | 2000 UB47              | 24 octobre 2000       | LINEAR                               |
| (106241) | 2000 UC47              | 24 octobre 2000       | LINEAR                               |
| (106242) | 2000 UL47              | 24 octobre 2000       | LINEAR                               |
| (106243) | 2000 UX47              | 24 octobre 2000       | LINEAR                               |
| (106244) | 2000 UX48              | 24 octobre 2000       | LINEAR                               |
| (106245) | 2000 UZ48              | 24 octobre 2000       | LINEAR                               |
| (106246) | 2000 UF50              | 24 octobre 2000       | LINEAR                               |
| (106247) | 2000 UA51              | 24 octobre 2000       | LINEAR                               |
| (106248) | 2000 UO51              | 24 octobre 2000       | LINEAR                               |
| (106249) | 2000 UK52              | 24 octobre 2000       | LINEAR                               |
| (106250) | 2000 UM52              | 24 octobre 2000       | LINEAR                               |
| (106251) | 2000 UA54              | 24 octobre 2000       | LINEAR                               |
| (106252) | 2000 UV54              | 24 octobre 2000       | LINEAR                               |
| (106253) | 2000 UE56              | 24 octobre 2000       | LINEAR                               |
| (106254) | 2000 UU56              | 25 octobre 2000       | LINEAR                               |
| (106255) | 2000 UE57              | 25 octobre 2000       | LINEAR                               |
| (106256) | 2000 UK57              | 25 octobre 2000       | LINEAR                               |
| (106257) | 2000 UJ58              | 25 octobre 2000       | LINEAR                               |
| (106258) | 2000 UN59              | 25 octobre 2000       | LINEAR                               |
| (106259) | 2000 UX59              | 25 octobre 2000       | LINEAR                               |
| (106260) | 2000 UC60              | 25 octobre 2000       | LINEAR                               |
| (106261) | 2000 UD60              | 25 octobre 2000       | LINEAR                               |
| (106262) | 2000 UZ60              | 25 octobre 2000       | LINEAR                               |
| (106263) | 2000 UG62              | 25 octobre 2000       | LINEAR                               |
| (106264) | 2000 UP62              | 25 octobre 2000       | LINEAR                               |
| (106265) | 2000 UX62              | 25 octobre 2000       | LINEAR                               |
| (106266) | 2000 UA63              | 25 octobre 2000       | LINEAR                               |
| (106267) | 2000 UZ63              | 25 octobre 2000       | LINEAR                               |
| (106268) | 2000 UD64              | 25 octobre 2000       | LINEAR                               |
| (106269) | 2000 UW64              | 25 octobre 2000       | LINEAR                               |
| (106270) | 2000 UK66              | 25 octobre 2000       | LINEAR                               |
| (106271) | 2000 UO67              | 25 octobre 2000       | LINEAR                               |
| (106272) | 2000 UP67              | 25 octobre 2000       | LINEAR                               |
| (106273) | 2000 UB68              | 25 octobre 2000       | LINEAR                               |
| (106274) | 2000 UU69              | 25 octobre 2000       | LINEAR                               |
| (106275) | 2000 UY69              | 25 octobre 2000       | LINEAR                               |
| (106276) | 2000 UB70              | 25 octobre 2000       | LINEAR                               |
| (106277) | 2000 UA71              | 25 octobre 2000       | LINEAR                               |
| (106278) | 2000 UZ71              | 25 octobre 2000       | LINEAR                               |
| (106279) | 2000 UN72              | 25 octobre 2000       | LINEAR                               |
| (106280) | 2000 UQ72              | 25 octobre 2000       | LINEAR                               |
| (106281) | 2000 UW73              | 26 octobre 2000       | LINEAR                               |
| (106282) | 2000 UP74              | 30 octobre 2000       | LINEAR                               |
| (106283) | 2000 UZ74              | 31 octobre 2000       | LINEAR                               |
| (106284) | 2000 UG76              | 29 octobre 2000       | LINEAR                               |
| (106285) | 2000 UG77              | 24 octobre 2000       | LINEAR                               |
| (106286) | 2000 UK77              | 24 octobre 2000       | LINEAR                               |
| (106287) | 2000 UP77              | 24 octobre 2000       | LINEAR                               |
| (106288) | 2000 UK78              | 24 octobre 2000       | LINEAR                               |
| (106289) | 2000 UY78              | 24 octobre 2000       | LINEAR                               |
| (106290) | 2000 UR79              | 24 octobre 2000       | LINEAR                               |
| (106291) | 2000 UW79              | 24 octobre 2000       | LINEAR                               |
| (106292) | 2000 UM80              | 24 octobre 2000       | LINEAR                               |
| (106293) | 2000 US81              | 24 octobre 2000       | LINEAR                               |
| (106294) | 2000 UH82              | 26 octobre 2000       | LINEAR                               |
| (106295) | 2000 UJ82              | 26 octobre 2000       | LINEAR                               |
| (106296) | 2000 UE83              | 30 octobre 2000       | LINEAR                               |
| (106297) | 2000 UQ83              | 31 octobre 2000       | LINEAR                               |
| (106298) | 2000 UX83              | 31 octobre 2000       | LINEAR                               |
| (106299) | 2000 UJ84              | 31 octobre 2000       | LINEAR                               |
| (106300) | 2000 UX84              | 31 octobre 2000       | LINEAR                               |

### 106301-106400
| Nom      | Désignation provisoire | Date de la découverte | Découvreur      |
| -------- | ---------------------- | --------------------- | --------------- |
| (106301) | 2000 UJ86              | 31 octobre 2000       | LINEAR          |
| (106302) | 2000 UJ87              | 31 octobre 2000       | LINEAR          |
| (106303) | 2000 UO87              | 31 octobre 2000       | LINEAR          |
| (106304) | 2000 UO88              | 31 octobre 2000       | LINEAR          |
| (106305) | 2000 UD90              | 24 octobre 2000       | LINEAR          |
| (106306) | 2000 UU91              | 25 octobre 2000       | LINEAR          |
| (106307) | 2000 UD92              | 25 octobre 2000       | LINEAR          |
| (106308) | 2000 UN92              | 25 octobre 2000       | LINEAR          |
| (106309) | 2000 UU92              | 25 octobre 2000       | LINEAR          |
| (106310) | 2000 UX92              | 25 octobre 2000       | LINEAR          |
| (106311) | 2000 UL93              | 25 octobre 2000       | LINEAR          |
| (106312) | 2000 UC94              | 25 octobre 2000       | LINEAR          |
| (106313) | 2000 UE94              | 25 octobre 2000       | LINEAR          |
| (106314) | 2000 UJ94              | 25 octobre 2000       | LINEAR          |
| (106315) | 2000 UP94              | 25 octobre 2000       | LINEAR          |
| (106316) | 2000 UA96              | 25 octobre 2000       | LINEAR          |
| (106317) | 2000 UK96              | 25 octobre 2000       | LINEAR          |
| (106318) | 2000 UP97              | 25 octobre 2000       | LINEAR          |
| (106319) | 2000 UD98              | 25 octobre 2000       | LINEAR          |
| (106320) | 2000 UN98              | 25 octobre 2000       | LINEAR          |
| (106321) | 2000 US98              | 25 octobre 2000       | LINEAR          |
| (106322) | 2000 UQ99              | 25 octobre 2000       | LINEAR          |
| (106323) | 2000 UD100             | 25 octobre 2000       | LINEAR          |
| (106324) | 2000 UD101             | 25 octobre 2000       | LINEAR          |
| (106325) | 2000 UE101             | 25 octobre 2000       | LINEAR          |
| (106326) | 2000 UN101             | 25 octobre 2000       | LINEAR          |
| (106327) | 2000 UF102             | 25 octobre 2000       | LINEAR          |
| (106328) | 2000 UV102             | 25 octobre 2000       | LINEAR          |
| (106329) | 2000 UL104             | 25 octobre 2000       | LINEAR          |
| (106330) | 2000 UU104             | 25 octobre 2000       | LINEAR          |
| (106331) | 2000 UW105             | 29 octobre 2000       | LINEAR          |
| (106332) | 2000 UO106             | 30 octobre 2000       | LINEAR          |
| (106333) | 2000 UC107             | 30 octobre 2000       | LINEAR          |
| (106334) | 2000 UM107             | 30 octobre 2000       | LINEAR          |
| (106335) | 2000 UV107             | 30 octobre 2000       | LINEAR          |
| (106336) | 2000 UW107             | 30 octobre 2000       | LINEAR          |
| (106337) | 2000 UZ107             | 30 octobre 2000       | LINEAR          |
| (106338) | 2000 UE108             | 30 octobre 2000       | LINEAR          |
| (106339) | 2000 UT108             | 31 octobre 2000       | LINEAR          |
| (106340) | 2000 UV108             | 31 octobre 2000       | LINEAR          |
| (106341) | 2000 UZ108             | 31 octobre 2000       | LINEAR          |
| (106342) | 2000 UP110             | 31 octobre 2000       | LINEAR          |
| (106343) | 2000 UT110             | 25 octobre 2000       | LINEAR          |
| (106344) | 2000 UC111             | 26 octobre 2000       | Spacewatch      |
| (106345) | 2000 UQ111             | 29 octobre 2000       | Spacewatch      |
| (106346) | 2000 UA112             | 29 octobre 2000       | Spacewatch      |
| (106347) | 2000 UG112             | 31 octobre 2000       | LINEAR          |
| (106348) | 2000 UJ112             | 25 octobre 2000       | LINEAR          |
| (106349) | 2000 VE                | 1er novembre 2000     | Yeung, W. K. Y. |
| (106350) | 2000 VM1               | 1er novembre 2000     | LINEAR          |
| (106351) | 2000 VH2               | 1er novembre 2000     | LINEAR          |
| (106352) | 2000 VA3               | 1er novembre 2000     | Spacewatch      |
| (106353) | 2000 VX3               | 1er novembre 2000     | LINEAR          |
| (106354) | 2000 VD4               | 1er novembre 2000     | LINEAR          |
| (106355) | 2000 VS4               | 1er novembre 2000     | LINEAR          |
| (106356) | 2000 VX4               | 1er novembre 2000     | LINEAR          |
| (106357) | 2000 VD5               | 1er novembre 2000     | LINEAR          |
| (106358) | 2000 VE5               | 1er novembre 2000     | LINEAR          |
| (106359) | 2000 VP6               | 1er novembre 2000     | LINEAR          |
| (106360) | 2000 VB7               | 1er novembre 2000     | LINEAR          |
| (106361) | 2000 VK7               | 1er novembre 2000     | LINEAR          |
| (106362) | 2000 VB8               | 1er novembre 2000     | LINEAR          |
| (106363) | 2000 VE8               | 1er novembre 2000     | LINEAR          |
| (106364) | 2000 VO8               | 1er novembre 2000     | LINEAR          |
| (106365) | 2000 VS8               | 1er novembre 2000     | LINEAR          |
| (106366) | 2000 VM9               | 1er novembre 2000     | LINEAR          |
| (106367) | 2000 VQ9               | 1er novembre 2000     | LINEAR          |
| (106368) | 2000 VZ9               | 1er novembre 2000     | LINEAR          |
| (106369) | 2000 VE10              | 1er novembre 2000     | LINEAR          |
| (106370) | 2000 VT10              | 1er novembre 2000     | LINEAR          |
| (106371) | 2000 VA11              | 1er novembre 2000     | LINEAR          |
| (106372) | 2000 VJ11              | 1er novembre 2000     | LINEAR          |
| (106373) | 2000 VP11              | 1er novembre 2000     | LINEAR          |
| (106374) | 2000 VQ11              | 1er novembre 2000     | LINEAR          |
| (106375) | 2000 VT13              | 1er novembre 2000     | LINEAR          |
| (106376) | 2000 VW13              | 1er novembre 2000     | LINEAR          |
| (106377) | 2000 VY13              | 1er novembre 2000     | LINEAR          |
| (106378) | 2000 VG14              | 1er novembre 2000     | LINEAR          |
| (106379) | 2000 VL14              | 1er novembre 2000     | LINEAR          |
| (106380) | 2000 VE15              | 1er novembre 2000     | LINEAR          |
| (106381) | 2000 VB16              | 1er novembre 2000     | LINEAR          |
| (106382) | 2000 VF16              | 1er novembre 2000     | LINEAR          |
| (106383) | 2000 VG16              | 1er novembre 2000     | LINEAR          |
| (106384) | 2000 VQ16              | 1er novembre 2000     | LINEAR          |
| (106385) | 2000 VH17              | 1er novembre 2000     | LINEAR          |
| (106386) | 2000 VP17              | 1er novembre 2000     | LINEAR          |
| (106387) | 2000 VR17              | 1er novembre 2000     | LINEAR          |
| (106388) | 2000 VV17              | 1er novembre 2000     | LINEAR          |
| (106389) | 2000 VN20              | 1er novembre 2000     | LINEAR          |
| (106390) | 2000 VR20              | 1er novembre 2000     | LINEAR          |
| (106391) | 2000 VZ21              | 1er novembre 2000     | LINEAR          |
| (106392) | 2000 VB22              | 1er novembre 2000     | LINEAR          |
| (106393) | 2000 VW22              | 1er novembre 2000     | LINEAR          |
| (106394) | 2000 VG24              | 1er novembre 2000     | LINEAR          |
| (106395) | 2000 VL24              | 1er novembre 2000     | LINEAR          |
| (106396) | 2000 VQ24              | 1er novembre 2000     | LINEAR          |
| (106397) | 2000 VO25              | 1er novembre 2000     | LINEAR          |
| (106398) | 2000 VP25              | 1er novembre 2000     | LINEAR          |
| (106399) | 2000 VS25              | 1er novembre 2000     | LINEAR          |
| (106400) | 2000 VO27              | 1er novembre 2000     | LINEAR          |

### 106401-106500
| Nom      | Désignation provisoire | Date de la découverte | Découvreur                           |
| -------- | ---------------------- | --------------------- | ------------------------------------ |
| (106401) | 2000 VB28              | 1er novembre 2000     | LINEAR                               |
| (106402) | 2000 VD28              | 1er novembre 2000     | LINEAR                               |
| (106403) | 2000 VN28              | 1er novembre 2000     | LINEAR                               |
| (106404) | 2000 VV28              | 1er novembre 2000     | LINEAR                               |
| (106405) | 2000 VJ29              | 1er novembre 2000     | LINEAR                               |
| (106406) | 2000 VM29              | 1er novembre 2000     | LINEAR                               |
| (106407) | 2000 VN29              | 1er novembre 2000     | LINEAR                               |
| (106408) | 2000 VK30              | 1er novembre 2000     | LINEAR                               |
| (106409) | 2000 VE31              | 1er novembre 2000     | LINEAR                               |
| (106410) | 2000 VJ31              | 1er novembre 2000     | LINEAR                               |
| (106411) | 2000 VK31              | 1er novembre 2000     | LINEAR                               |
| (106412) | 2000 VL31              | 1er novembre 2000     | LINEAR                               |
| (106413) | 2000 VD32              | 1er novembre 2000     | LINEAR                               |
| (106414) | 2000 VM32              | 1er novembre 2000     | LINEAR                               |
| (106415) | 2000 VR32              | 1er novembre 2000     | LINEAR                               |
| (106416) | 2000 VC34              | 1er novembre 2000     | LINEAR                               |
| (106417) | 2000 VC35              | 1er novembre 2000     | LINEAR                               |
| (106418) | 2000 VU35              | 1er novembre 2000     | LINEAR                               |
| (106419) | 2000 VO37              | 1er novembre 2000     | LINEAR                               |
| (106420) | 2000 VC38              | 1er novembre 2000     | LINEAR                               |
| (106421) | 2000 VE38              | 1er novembre 2000     | Beijing Schmidt CCD Asteroid Program |
| (106422) | 2000 VC42              | 1er novembre 2000     | LINEAR                               |
| (106423) | 2000 VH42              | 1er novembre 2000     | LINEAR                               |
| (106424) | 2000 VN42              | 1er novembre 2000     | LINEAR                               |
| (106425) | 2000 VU42              | 1er novembre 2000     | LINEAR                               |
| (106426) | 2000 VN43              | 1er novembre 2000     | LINEAR                               |
| (106427) | 2000 VT43              | 1er novembre 2000     | LINEAR                               |
| (106428) | 2000 VV43              | 1er novembre 2000     | LINEAR                               |
| (106429) | 2000 VZ43              | 1er novembre 2000     | LINEAR                               |
| (106430) | 2000 VN45              | 2 novembre 2000       | LINEAR                               |
| (106431) | 2000 VU45              | 2 novembre 2000       | LINEAR                               |
| (106432) | 2000 VB48              | 2 novembre 2000       | LINEAR                               |
| (106433) | 2000 VM48              | 2 novembre 2000       | LINEAR                               |
| (106434) | 2000 VV49              | 2 novembre 2000       | LINEAR                               |
| (106435) | 2000 VM50              | 2 novembre 2000       | LINEAR                               |
| (106436) | 2000 VB51              | 3 novembre 2000       | LINEAR                               |
| (106437) | 2000 VL51              | 3 novembre 2000       | LINEAR                               |
| (106438) | 2000 VK52              | 3 novembre 2000       | LINEAR                               |
| (106439) | 2000 VL52              | 3 novembre 2000       | LINEAR                               |
| (106440) | 2000 VM52              | 3 novembre 2000       | LINEAR                               |
| (106441) | 2000 VA53              | 3 novembre 2000       | LINEAR                               |
| (106442) | 2000 VL54              | 3 novembre 2000       | LINEAR                               |
| (106443) | 2000 VN54              | 3 novembre 2000       | LINEAR                               |
| (106444) | 2000 VP54              | 3 novembre 2000       | LINEAR                               |
| (106445) | 2000 VN55              | 3 novembre 2000       | LINEAR                               |
| (106446) | 2000 VT55              | 3 novembre 2000       | LINEAR                               |
| (106447) | 2000 VA56              | 3 novembre 2000       | LINEAR                               |
| (106448) | 2000 VN56              | 3 novembre 2000       | LINEAR                               |
| (106449) | 2000 VU56              | 3 novembre 2000       | LINEAR                               |
| (106450) | 2000 VJ57              | 3 novembre 2000       | LINEAR                               |
| (106451) | 2000 VX57              | 3 novembre 2000       | LINEAR                               |
| (106452) | 2000 VJ59              | 6 novembre 2000       | LINEAR                               |
| (106453) | 2000 VC60              | 1er novembre 2000     | LINEAR                               |
| (106454) | 2000 VJ60              | 1er novembre 2000     | Spacewatch                           |
| (106455) | 2000 VJ62              | 9 novembre 2000       | LINEAR                               |
| (106456) | 2000 VW62              | 3 novembre 2000       | LINEAR                               |
| (106457) | 2000 WC                | 16 novembre 2000      | Spacewatch                           |
| (106458) | 2000 WT2               | 17 novembre 2000      | LINEAR                               |
| (106459) | 2000 WD3               | 19 novembre 2000      | LINEAR                               |
| (106460) | 2000 WV3               | 19 novembre 2000      | LINEAR                               |
| (106461) | 2000 WZ3               | 19 novembre 2000      | LINEAR                               |
| (106462) | 2000 WP4               | 19 novembre 2000      | LINEAR                               |
| (106463) | 2000 WR4               | 19 novembre 2000      | LINEAR                               |
| (106464) | 2000 WU4               | 19 novembre 2000      | LINEAR                               |
| (106465) | 2000 WZ4               | 19 novembre 2000      | LINEAR                               |
| (106466) | 2000 WF7               | 20 novembre 2000      | LINEAR                               |
| (106467) | 2000 WJ7               | 20 novembre 2000      | LINEAR                               |
| (106468) | 2000 WO7               | 20 novembre 2000      | LINEAR                               |
| (106469) | 2000 WR8               | 20 novembre 2000      | LINEAR                               |
| (106470) | 2000 WU9               | 21 novembre 2000      | Hug, G.                              |
| (106471) | 2000 WJ11              | 24 novembre 2000      | Cecce, A. J.                         |
| (106472) | 2000 WK12              | 22 novembre 2000      | NEAT                                 |
| (106473) | 2000 WV13              | 20 novembre 2000      | LINEAR                               |
| (106474) | 2000 WZ13              | 20 novembre 2000      | LINEAR                               |
| (106475) | 2000 WF14              | 20 novembre 2000      | LINEAR                               |
| (106476) | 2000 WU15              | 21 novembre 2000      | LINEAR                               |
| (106477) | 2000 WZ16              | 21 novembre 2000      | LINEAR                               |
| (106478) | 2000 WH18              | 21 novembre 2000      | LINEAR                               |
| (106479) | 2000 WP18              | 21 novembre 2000      | LINEAR                               |
| (106480) | 2000 WX18              | 21 novembre 2000      | LINEAR                               |
| (106481) | 2000 WD19              | 25 novembre 2000      | Juels, C. W.                         |
| (106482) | 2000 WA22              | 20 novembre 2000      | LINEAR                               |
| (106483) | 2000 WF22              | 20 novembre 2000      | LINEAR                               |
| (106484) | 2000 WV22              | 20 novembre 2000      | LINEAR                               |
| (106485) | 2000 WU23              | 20 novembre 2000      | LINEAR                               |
| (106486) | 2000 WG24              | 20 novembre 2000      | LINEAR                               |
| (106487) | 2000 WH24              | 20 novembre 2000      | LINEAR                               |
| (106488) | 2000 WY24              | 20 novembre 2000      | LINEAR                               |
| (106489) | 2000 WA25              | 20 novembre 2000      | LINEAR                               |
| (106490) | 2000 WB26              | 21 novembre 2000      | LINEAR                               |
| (106491) | 2000 WG28              | 23 novembre 2000      | NEAT                                 |
| (106492) | 2000 WJ28              | 23 novembre 2000      | NEAT                                 |
| (106493) | 2000 WM29              | 21 novembre 2000      | LINEAR                               |
| (106494) | 2000 WL30              | 20 novembre 2000      | LINEAR                               |
| (106495) | 2000 WD31              | 20 novembre 2000      | LINEAR                               |
| (106496) | 2000 WK31              | 20 novembre 2000      | LINEAR                               |
| (106497) | 2000 WO31              | 20 novembre 2000      | LINEAR                               |
| (106498) | 2000 WD33              | 20 novembre 2000      | LINEAR                               |
| (106499) | 2000 WE33              | 20 novembre 2000      | LINEAR                               |
| (106500) | 2000 WW34              | 20 novembre 2000      | LINEAR                               |

### 106501-106600
| Nom                | Désignation provisoire | Date de la découverte | Découvreur   |
| ------------------ | ---------------------- | --------------------- | ------------ |
| (106501)           | 2000 WN36              | 20 novembre 2000      | LINEAR       |
| (106502)           | 2000 WO36              | 20 novembre 2000      | LINEAR       |
| (106503)           | 2000 WS36              | 20 novembre 2000      | LINEAR       |
| (106504)           | 2000 WT36              | 20 novembre 2000      | LINEAR       |
| (106505)           | 2000 WY36              | 20 novembre 2000      | LINEAR       |
| (106506)           | 2000 WS38              | 20 novembre 2000      | LINEAR       |
| (106507)           | 2000 WO39              | 20 novembre 2000      | LINEAR       |
| (106508)           | 2000 WR39              | 20 novembre 2000      | LINEAR       |
| (106509)           | 2000 WM41              | 20 novembre 2000      | LINEAR       |
| (106510)           | 2000 WN41              | 20 novembre 2000      | LINEAR       |
| (106511)           | 2000 WK42              | 21 novembre 2000      | LINEAR       |
| (106512)           | 2000 WP42              | 21 novembre 2000      | LINEAR       |
| (106513)           | 2000 WH43              | 21 novembre 2000      | LINEAR       |
| (106514)           | 2000 WN44              | 21 novembre 2000      | LINEAR       |
| (106515)           | 2000 WS44              | 21 novembre 2000      | LINEAR       |
| (106516)           | 2000 WN45              | 21 novembre 2000      | LINEAR       |
| (106517)           | 2000 WQ45              | 21 novembre 2000      | LINEAR       |
| (106518)           | 2000 WR49              | 25 novembre 2000      | LINEAR       |
| (106519)           | 2000 WY49              | 25 novembre 2000      | LINEAR       |
| (106520)           | 2000 WA51              | 21 novembre 2000      | LINEAR       |
| (106521)           | 2000 WC51              | 26 novembre 2000      | LINEAR       |
| (106522)           | 2000 WM53              | 27 novembre 2000      | Spacewatch   |
| (106523)           | 2000 WE55              | 20 novembre 2000      | LINEAR       |
| (106524)           | 2000 WJ55              | 20 novembre 2000      | LINEAR       |
| (106525)           | 2000 WZ55              | 20 novembre 2000      | LINEAR       |
| (106526)           | 2000 WN56              | 21 novembre 2000      | LINEAR       |
| (106527)           | 2000 WW56              | 21 novembre 2000      | LINEAR       |
| (106528)           | 2000 WA57              | 21 novembre 2000      | LINEAR       |
| (106529)           | 2000 WZ57              | 21 novembre 2000      | LINEAR       |
| (106530)           | 2000 WA58              | 21 novembre 2000      | LINEAR       |
| (106531)           | 2000 WY58              | 21 novembre 2000      | LINEAR       |
| (106532)           | 2000 WC59              | 21 novembre 2000      | LINEAR       |
| (106533)           | 2000 WD60              | 21 novembre 2000      | LINEAR       |
| (106534)           | 2000 WK60              | 21 novembre 2000      | LINEAR       |
| (106535)           | 2000 WR62              | 28 novembre 2000      | Juels, C. W. |
| (106536)           | 2000 WV62              | 28 novembre 2000      | Juels, C. W. |
| (106537) McCarthy  | 2000 WB63              | 23 novembre 2000      | Medkeff, J.  |
| (106538)           | 2000 WK63              | 26 novembre 2000      | LINEAR       |
| (106539)           | 2000 WA66              | 28 novembre 2000      | Comba, P. G. |
| (106540)           | 2000 WD66              | 19 novembre 2000      | LINEAR       |
| (106541)           | 2000 WE66              | 19 novembre 2000      | LINEAR       |
| (106542)           | 2000 WP66              | 21 novembre 2000      | LINEAR       |
| (106543)           | 2000 WA67              | 25 novembre 2000      | LINEAR       |
| (106544)           | 2000 WJ68              | 27 novembre 2000      | Crni Vrh     |
| (106545) Colanduno | 2000 WL68              | 28 novembre 2000      | Medkeff, J.  |
| (106546)           | 2000 WF69              | 19 novembre 2000      | LINEAR       |
| (106547)           | 2000 WH69              | 19 novembre 2000      | LINEAR       |
| (106548)           | 2000 WN69              | 19 novembre 2000      | LINEAR       |
| (106549)           | 2000 WS69              | 19 novembre 2000      | LINEAR       |
| (106550)           | 2000 WG72              | 19 novembre 2000      | LINEAR       |
| (106551)           | 2000 WT72              | 20 novembre 2000      | LINEAR       |
| (106552)           | 2000 WW73              | 20 novembre 2000      | LINEAR       |
| (106553)           | 2000 WP74              | 20 novembre 2000      | LINEAR       |
| (106554)           | 2000 WM75              | 20 novembre 2000      | LINEAR       |
| (106555)           | 2000 WX75              | 20 novembre 2000      | LINEAR       |
| (106556)           | 2000 WC77              | 20 novembre 2000      | LINEAR       |
| (106557)           | 2000 WJ77              | 20 novembre 2000      | LINEAR       |
| (106558)           | 2000 WW80              | 20 novembre 2000      | LINEAR       |
| (106559)           | 2000 WC81              | 20 novembre 2000      | LINEAR       |
| (106560)           | 2000 WH82              | 20 novembre 2000      | LINEAR       |
| (106561)           | 2000 WL83              | 20 novembre 2000      | LINEAR       |
| (106562)           | 2000 WQ83              | 20 novembre 2000      | LINEAR       |
| (106563)           | 2000 WR85              | 20 novembre 2000      | LINEAR       |
| (106564)           | 2000 WY85              | 20 novembre 2000      | LINEAR       |
| (106565)           | 2000 WE86              | 20 novembre 2000      | LINEAR       |
| (106566)           | 2000 WJ88              | 20 novembre 2000      | LINEAR       |
| (106567)           | 2000 WK88              | 20 novembre 2000      | LINEAR       |
| (106568)           | 2000 WV88              | 20 novembre 2000      | LINEAR       |
| (106569)           | 2000 WC89              | 21 novembre 2000      | LINEAR       |
| (106570)           | 2000 WY89              | 21 novembre 2000      | LINEAR       |
| (106571)           | 2000 WB90              | 21 novembre 2000      | LINEAR       |
| (106572)           | 2000 WN90              | 21 novembre 2000      | LINEAR       |
| (106573)           | 2000 WR90              | 21 novembre 2000      | LINEAR       |
| (106574)           | 2000 WH94              | 21 novembre 2000      | LINEAR       |
| (106575)           | 2000 WO94              | 21 novembre 2000      | LINEAR       |
| (106576)           | 2000 WX94              | 21 novembre 2000      | LINEAR       |
| (106577)           | 2000 WB95              | 21 novembre 2000      | LINEAR       |
| (106578)           | 2000 WA97              | 21 novembre 2000      | LINEAR       |
| (106579)           | 2000 WO98              | 21 novembre 2000      | LINEAR       |
| (106580)           | 2000 WZ98              | 21 novembre 2000      | LINEAR       |
| (106581)           | 2000 WK100             | 21 novembre 2000      | LINEAR       |
| (106582)           | 2000 WH101             | 21 novembre 2000      | LINEAR       |
| (106583)           | 2000 WE102             | 26 novembre 2000      | LINEAR       |
| (106584)           | 2000 WG104             | 27 novembre 2000      | LINEAR       |
| (106585)           | 2000 WJ105             | 27 novembre 2000      | Spacewatch   |
| (106586)           | 2000 WL105             | 27 novembre 2000      | Spacewatch   |
| (106587)           | 2000 WH106             | 25 novembre 2000      | NEAT         |
| (106588)           | 2000 WW106             | 20 novembre 2000      | LINEAR       |
| (106589)           | 2000 WN107             | 29 novembre 2000      | NEAT         |
| (106590)           | 2000 WQ107             | 20 novembre 2000      | LINEAR       |
| (106591)           | 2000 WF108             | 20 novembre 2000      | LINEAR       |
| (106592)           | 2000 WM108             | 20 novembre 2000      | LINEAR       |
| (106593)           | 2000 WO108             | 20 novembre 2000      | LINEAR       |
| (106594)           | 2000 WW108             | 20 novembre 2000      | LINEAR       |
| (106595)           | 2000 WT109             | 20 novembre 2000      | LINEAR       |
| (106596)           | 2000 WE110             | 20 novembre 2000      | LINEAR       |
| (106597)           | 2000 WG111             | 20 novembre 2000      | LINEAR       |
| (106598)           | 2000 WZ112             | 20 novembre 2000      | LINEAR       |
| (106599)           | 2000 WA113             | 20 novembre 2000      | LINEAR       |
| (106600)           | 2000 WX113             | 20 novembre 2000      | LINEAR       |

### 106601-106700
| Nom      | Désignation provisoire | Date de la découverte | Découvreur |
| -------- | ---------------------- | --------------------- | ---------- |
| (106601) | 2000 WE114             | 20 novembre 2000      | LINEAR     |
| (106602) | 2000 WH114             | 20 novembre 2000      | LINEAR     |
| (106603) | 2000 WM114             | 20 novembre 2000      | LINEAR     |
| (106604) | 2000 WN114             | 20 novembre 2000      | LINEAR     |
| (106605) | 2000 WD115             | 20 novembre 2000      | LINEAR     |
| (106606) | 2000 WR115             | 20 novembre 2000      | LINEAR     |
| (106607) | 2000 WU115             | 20 novembre 2000      | LINEAR     |
| (106608) | 2000 WM116             | 20 novembre 2000      | LINEAR     |
| (106609) | 2000 WN116             | 20 novembre 2000      | LINEAR     |
| (106610) | 2000 WU116             | 20 novembre 2000      | LINEAR     |
| (106611) | 2000 WJ120             | 20 novembre 2000      | LINEAR     |
| (106612) | 2000 WR120             | 20 novembre 2000      | LINEAR     |
| (106613) | 2000 WN121             | 26 novembre 2000      | LINEAR     |
| (106614) | 2000 WQ121             | 26 novembre 2000      | LINEAR     |
| (106615) | 2000 WY121             | 29 novembre 2000      | LINEAR     |
| (106616) | 2000 WJ122             | 29 novembre 2000      | LINEAR     |
| (106617) | 2000 WB123             | 29 novembre 2000      | LINEAR     |
| (106618) | 2000 WJ123             | 29 novembre 2000      | LINEAR     |
| (106619) | 2000 WB124             | 30 novembre 2000      | Spacewatch |
| (106620) | 2000 WL124             | 19 novembre 2000      | LINEAR     |
| (106621) | 2000 WM124             | 19 novembre 2000      | LINEAR     |
| (106622) | 2000 WP124             | 19 novembre 2000      | LINEAR     |
| (106623) | 2000 WT124             | 30 novembre 2000      | LINEAR     |
| (106624) | 2000 WV124             | 27 novembre 2000      | NEAT       |
| (106625) | 2000 WC125             | 21 novembre 2000      | LINEAR     |
| (106626) | 2000 WE126             | 30 novembre 2000      | LINEAR     |
| (106627) | 2000 WG126             | 30 novembre 2000      | LINEAR     |
| (106628) | 2000 WH126             | 30 novembre 2000      | LINEAR     |
| (106629) | 2000 WY128             | 19 novembre 2000      | Spacewatch |
| (106630) | 2000 WF130             | 19 novembre 2000      | Spacewatch |
| (106631) | 2000 WX130             | 20 novembre 2000      | LONEOS     |
| (106632) | 2000 WH131             | 20 novembre 2000      | LONEOS     |
| (106633) | 2000 WP131             | 20 novembre 2000      | LINEAR     |
| (106634) | 2000 WY131             | 30 novembre 2000      | NEAT       |
| (106635) | 2000 WL132             | 19 novembre 2000      | LINEAR     |
| (106636) | 2000 WQ132             | 19 novembre 2000      | LINEAR     |
| (106637) | 2000 WU132             | 19 novembre 2000      | LINEAR     |
| (106638) | 2000 WB133             | 19 novembre 2000      | LINEAR     |
| (106639) | 2000 WL133             | 19 novembre 2000      | LINEAR     |
| (106640) | 2000 WN133             | 19 novembre 2000      | LINEAR     |
| (106641) | 2000 WR133             | 19 novembre 2000      | LINEAR     |
| (106642) | 2000 WL134             | 19 novembre 2000      | LINEAR     |
| (106643) | 2000 WO134             | 19 novembre 2000      | LINEAR     |
| (106644) | 2000 WT134             | 19 novembre 2000      | LINEAR     |
| (106645) | 2000 WV134             | 19 novembre 2000      | LINEAR     |
| (106646) | 2000 WW134             | 19 novembre 2000      | LINEAR     |
| (106647) | 2000 WC135             | 19 novembre 2000      | LINEAR     |
| (106648) | 2000 WU135             | 20 novembre 2000      | LONEOS     |
| (106649) | 2000 WW135             | 20 novembre 2000      | LINEAR     |
| (106650) | 2000 WO136             | 20 novembre 2000      | LINEAR     |
| (106651) | 2000 WA137             | 20 novembre 2000      | LINEAR     |
| (106652) | 2000 WV140             | 21 novembre 2000      | LINEAR     |
| (106653) | 2000 WW140             | 21 novembre 2000      | LINEAR     |
| (106654) | 2000 WA141             | 21 novembre 2000      | NEAT       |
| (106655) | 2000 WP141             | 19 novembre 2000      | LINEAR     |
| (106656) | 2000 WE142             | 20 novembre 2000      | LONEOS     |
| (106657) | 2000 WK142             | 20 novembre 2000      | LONEOS     |
| (106658) | 2000 WA143             | 20 novembre 2000      | LONEOS     |
| (106659) | 2000 WU143             | 20 novembre 2000      | LINEAR     |
| (106660) | 2000 WV143             | 20 novembre 2000      | LINEAR     |
| (106661) | 2000 WH144             | 21 novembre 2000      | NEAT       |
| (106662) | 2000 WW144             | 21 novembre 2000      | LINEAR     |
| (106663) | 2000 WY144             | 21 novembre 2000      | LINEAR     |
| (106664) | 2000 WY145             | 23 novembre 2000      | NEAT       |
| (106665) | 2000 WA146             | 23 novembre 2000      | NEAT       |
| (106666) | 2000 WL146             | 23 novembre 2000      | NEAT       |
| (106667) | 2000 WN146             | 23 novembre 2000      | NEAT       |
| (106668) | 2000 WO146             | 23 novembre 2000      | NEAT       |
| (106669) | 2000 WF147             | 28 novembre 2000      | NEAT       |
| (106670) | 2000 WX149             | 28 novembre 2000      | Spacewatch |
| (106671) | 2000 WT150             | 19 novembre 2000      | LINEAR     |
| (106672) | 2000 WK151             | 30 novembre 2000      | LINEAR     |
| (106673) | 2000 WL151             | 30 novembre 2000      | LINEAR     |
| (106674) | 2000 WA152             | 30 novembre 2000      | NEAT       |
| (106675) | 2000 WC152             | 30 novembre 2000      | NEAT       |
| (106676) | 2000 WO152             | 29 novembre 2000      | LINEAR     |
| (106677) | 2000 WP152             | 29 novembre 2000      | LINEAR     |
| (106678) | 2000 WR152             | 29 novembre 2000      | LINEAR     |
| (106679) | 2000 WV152             | 29 novembre 2000      | LINEAR     |
| (106680) | 2000 WK153             | 29 novembre 2000      | LINEAR     |
| (106681) | 2000 WO153             | 29 novembre 2000      | LINEAR     |
| (106682) | 2000 WL154             | 30 novembre 2000      | LINEAR     |
| (106683) | 2000 WW154             | 30 novembre 2000      | LINEAR     |
| (106684) | 2000 WA155             | 30 novembre 2000      | LINEAR     |
| (106685) | 2000 WE156             | 30 novembre 2000      | LINEAR     |
| (106686) | 2000 WM156             | 30 novembre 2000      | LINEAR     |
| (106687) | 2000 WQ157             | 30 novembre 2000      | LINEAR     |
| (106688) | 2000 WS157             | 30 novembre 2000      | LINEAR     |
| (106689) | 2000 WW157             | 30 novembre 2000      | LINEAR     |
| (106690) | 2000 WK158             | 30 novembre 2000      | LINEAR     |
| (106691) | 2000 WW158             | 30 novembre 2000      | NEAT       |
| (106692) | 2000 WF159             | 30 novembre 2000      | Spacewatch |
| (106693) | 2000 WT161             | 20 novembre 2000      | LONEOS     |
| (106694) | 2000 WV161             | 20 novembre 2000      | LONEOS     |
| (106695) | 2000 WP164             | 22 novembre 2000      | NEAT       |
| (106696) | 2000 WT164             | 22 novembre 2000      | NEAT       |
| (106697) | 2000 WA165             | 22 novembre 2000      | NEAT       |
| (106698) | 2000 WO166             | 24 novembre 2000      | LONEOS     |
| (106699) | 2000 WA167             | 24 novembre 2000      | LONEOS     |
| (106700) | 2000 WX167             | 24 novembre 2000      | LONEOS     |

### 106701-106800
| Nom      | Désignation provisoire | Date de la découverte | Découvreur   |
| -------- | ---------------------- | --------------------- | ------------ |
| (106701) | 2000 WA168             | 25 novembre 2000      | LINEAR       |
| (106702) | 2000 WC168             | 25 novembre 2000      | LINEAR       |
| (106703) | 2000 WF168             | 25 novembre 2000      | LINEAR       |
| (106704) | 2000 WN168             | 25 novembre 2000      | LONEOS       |
| (106705) | 2000 WC169             | 25 novembre 2000      | LONEOS       |
| (106706) | 2000 WK169             | 26 novembre 2000      | LINEAR       |
| (106707) | 2000 WF170             | 24 novembre 2000      | LONEOS       |
| (106708) | 2000 WJ170             | 24 novembre 2000      | LONEOS       |
| (106709) | 2000 WF171             | 24 novembre 2000      | Spacewatch   |
| (106710) | 2000 WB172             | 25 novembre 2000      | LINEAR       |
| (106711) | 2000 WE173             | 25 novembre 2000      | LONEOS       |
| (106712) | 2000 WH173             | 25 novembre 2000      | LONEOS       |
| (106713) | 2000 WY173             | 26 novembre 2000      | LINEAR       |
| (106714) | 2000 WZ173             | 26 novembre 2000      | LONEOS       |
| (106715) | 2000 WJ174             | 26 novembre 2000      | LINEAR       |
| (106716) | 2000 WN174             | 26 novembre 2000      | LINEAR       |
| (106717) | 2000 WQ174             | 26 novembre 2000      | LINEAR       |
| (106718) | 2000 WS174             | 26 novembre 2000      | LINEAR       |
| (106719) | 2000 WD175             | 26 novembre 2000      | LINEAR       |
| (106720) | 2000 WR175             | 26 novembre 2000      | LINEAR       |
| (106721) | 2000 WJ177             | 27 novembre 2000      | LINEAR       |
| (106722) | 2000 WA179             | 25 novembre 2000      | LINEAR       |
| (106723) | 2000 WE179             | 26 novembre 2000      | LINEAR       |
| (106724) | 2000 WG179             | 26 novembre 2000      | LINEAR       |
| (106725) | 2000 WF180             | 27 novembre 2000      | LINEAR       |
| (106726) | 2000 WQ180             | 28 novembre 2000      | Spacewatch   |
| (106727) | 2000 WT181             | 25 novembre 2000      | LONEOS       |
| (106728) | 2000 WR182             | 20 novembre 2000      | LONEOS       |
| (106729) | 2000 WS182             | 20 novembre 2000      | LONEOS       |
| (106730) | 2000 WA183             | 17 novembre 2000      | LINEAR       |
| (106731) | 2000 WW183             | 30 novembre 2000      | LONEOS       |
| (106732) | 2000 WE184             | 30 novembre 2000      | LONEOS       |
| (106733) | 2000 WQ184             | 30 novembre 2000      | Spacewatch   |
| (106734) | 2000 WT184             | 30 novembre 2000      | Spacewatch   |
| (106735) | 2000 WM185             | 29 novembre 2000      | LINEAR       |
| (106736) | 2000 WN185             | 29 novembre 2000      | LINEAR       |
| (106737) | 2000 WK186             | 27 novembre 2000      | LINEAR       |
| (106738) | 2000 WG187             | 19 novembre 2000      | LONEOS       |
| (106739) | 2000 WS187             | 16 novembre 2000      | LONEOS       |
| (106740) | 2000 WL188             | 18 novembre 2000      | LONEOS       |
| (106741) | 2000 WD189             | 18 novembre 2000      | LONEOS       |
| (106742) | 2000 WQ189             | 18 novembre 2000      | LONEOS       |
| (106743) | 2000 WU189             | 18 novembre 2000      | LONEOS       |
| (106744) | 2000 WP190             | 18 novembre 2000      | LONEOS       |
| (106745) | 2000 WU191             | 19 novembre 2000      | LONEOS       |
| (106746) | 2000 WE192             | 19 novembre 2000      | LONEOS       |
| (106747) | 2000 XD2               | 1er décembre 2000     | LINEAR       |
| (106748) | 2000 XG2               | 3 décembre 2000       | Robinson, L. |
| (106749) | 2000 XS2               | 1er décembre 2000     | LINEAR       |
| (106750) | 2000 XR3               | 1er décembre 2000     | LINEAR       |
| (106751) | 2000 XL4               | 1er décembre 2000     | LINEAR       |
| (106752) | 2000 XS4               | 1er décembre 2000     | LINEAR       |
| (106753) | 2000 XU4               | 1er décembre 2000     | LINEAR       |
| (106754) | 2000 XZ4               | 1er décembre 2000     | LINEAR       |
| (106755) | 2000 XF5               | 1er décembre 2000     | LINEAR       |
| (106756) | 2000 XS5               | 1er décembre 2000     | LINEAR       |
| (106757) | 2000 XW5               | 1er décembre 2000     | LINEAR       |
| (106758) | 2000 XK6               | 1er décembre 2000     | LINEAR       |
| (106759) | 2000 XT6               | 1er décembre 2000     | LINEAR       |
| (106760) | 2000 XD7               | 1er décembre 2000     | LINEAR       |
| (106761) | 2000 XW8               | 1er décembre 2000     | LINEAR       |
| (106762) | 2000 XU9               | 1er décembre 2000     | LINEAR       |
| (106763) | 2000 XK10              | 1er décembre 2000     | LINEAR       |
| (106764) | 2000 XG11              | 1er décembre 2000     | LINEAR       |
| (106765) | 2000 XW11              | 4 décembre 2000       | LINEAR       |
| (106766) | 2000 XB12              | 4 décembre 2000       | LINEAR       |
| (106767) | 2000 XW13              | 4 décembre 2000       | LINEAR       |
| (106768) | 2000 XG14              | 1er décembre 2000     | NEAT         |
| (106769) | 2000 XA15              | 5 décembre 2000       | LINEAR       |
| (106770) | 2000 XD15              | 5 décembre 2000       | LINEAR       |
| (106771) | 2000 XE15              | 5 décembre 2000       | LINEAR       |
| (106772) | 2000 XT15              | 1er décembre 2000     | LINEAR       |
| (106773) | 2000 XG16              | 1er décembre 2000     | LINEAR       |
| (106774) | 2000 XM16              | 1er décembre 2000     | LINEAR       |
| (106775) | 2000 XR16              | 1er décembre 2000     | LINEAR       |
| (106776) | 2000 XP18              | 4 décembre 2000       | LINEAR       |
| (106777) | 2000 XQ18              | 4 décembre 2000       | LINEAR       |
| (106778) | 2000 XL19              | 4 décembre 2000       | LINEAR       |
| (106779) | 2000 XP19              | 4 décembre 2000       | LINEAR       |
| (106780) | 2000 XW19              | 4 décembre 2000       | LINEAR       |
| (106781) | 2000 XU20              | 4 décembre 2000       | LINEAR       |
| (106782) | 2000 XB21              | 4 décembre 2000       | LINEAR       |
| (106783) | 2000 XJ21              | 4 décembre 2000       | LINEAR       |
| (106784) | 2000 XQ21              | 4 décembre 2000       | LINEAR       |
| (106785) | 2000 XU21              | 4 décembre 2000       | LINEAR       |
| (106786) | 2000 XZ21              | 4 décembre 2000       | LINEAR       |
| (106787) | 2000 XO22              | 4 décembre 2000       | LINEAR       |
| (106788) | 2000 XQ22              | 4 décembre 2000       | LINEAR       |
| (106789) | 2000 XZ22              | 4 décembre 2000       | LINEAR       |
| (106790) | 2000 XW23              | 4 décembre 2000       | LINEAR       |
| (106791) | 2000 XF24              | 4 décembre 2000       | LINEAR       |
| (106792) | 2000 XR24              | 4 décembre 2000       | LINEAR       |
| (106793) | 2000 XB26              | 4 décembre 2000       | LINEAR       |
| (106794) | 2000 XK26              | 4 décembre 2000       | LINEAR       |
| (106795) | 2000 XP26              | 4 décembre 2000       | LINEAR       |
| (106796) | 2000 XQ26              | 4 décembre 2000       | LINEAR       |
| (106797) | 2000 XX27              | 4 décembre 2000       | LINEAR       |
| (106798) | 2000 XN28              | 4 décembre 2000       | LINEAR       |
| (106799) | 2000 XD31              | 4 décembre 2000       | LINEAR       |
| (106800) | 2000 XN31              | 4 décembre 2000       | LINEAR       |

### 106801-106900
| Nom                 | Désignation provisoire | Date de la découverte | Découvreur               |
| ------------------- | ---------------------- | --------------------- | ------------------------ |
| (106801)            | 2000 XT31              | 4 décembre 2000       | LINEAR                   |
| (106802)            | 2000 XX32              | 4 décembre 2000       | LINEAR                   |
| (106803)            | 2000 XX33              | 4 décembre 2000       | LINEAR                   |
| (106804)            | 2000 XY33              | 4 décembre 2000       | LINEAR                   |
| (106805)            | 2000 XM35              | 4 décembre 2000       | LINEAR                   |
| (106806)            | 2000 XO35              | 4 décembre 2000       | LINEAR                   |
| (106807)            | 2000 XE37              | 5 décembre 2000       | LINEAR                   |
| (106808)            | 2000 XX38              | 5 décembre 2000       | LINEAR                   |
| (106809)            | 2000 XP39              | 4 décembre 2000       | LINEAR                   |
| (106810)            | 2000 XY39              | 5 décembre 2000       | LINEAR                   |
| (106811)            | 2000 XE40              | 5 décembre 2000       | LINEAR                   |
| (106812)            | 2000 XV40              | 5 décembre 2000       | LINEAR                   |
| (106813)            | 2000 XW41              | 5 décembre 2000       | LINEAR                   |
| (106814)            | 2000 XN42              | 5 décembre 2000       | LINEAR                   |
| (106815)            | 2000 XR42              | 5 décembre 2000       | LINEAR                   |
| (106816)            | 2000 XE43              | 5 décembre 2000       | LINEAR                   |
| (106817) Yubangtaek | 2000 XC44              | 6 décembre 2000       | Jeon, Y.-B., Park, Y.-H. |
| (106818)            | 2000 XV44              | 8 décembre 2000       | LINEAR                   |
| (106819)            | 2000 XC45              | 5 décembre 2000       | LINEAR                   |
| (106820)            | 2000 XJ45              | 7 décembre 2000       | LINEAR                   |
| (106821)            | 2000 XX45              | 15 décembre 2000      | LINEAR                   |
| (106822)            | 2000 XN47              | 4 décembre 2000       | LINEAR                   |
| (106823)            | 2000 XB49              | 4 décembre 2000       | LINEAR                   |
| (106824)            | 2000 XJ51              | 6 décembre 2000       | LINEAR                   |
| (106825)            | 2000 XY53              | 15 décembre 2000      | Pauwels, T.              |
| (106826)            | 2000 YF                | 16 décembre 2000      | LINEAR                   |
| (106827)            | 2000 YU                | 16 décembre 2000      | LINEAR                   |
| (106828)            | 2000 YG1               | 18 décembre 2000      | Spacewatch               |
| (106829)            | 2000 YL1               | 17 décembre 2000      | LINEAR                   |
| (106830)            | 2000 YC4               | 19 décembre 2000      | Korlevic, K.             |
| (106831)            | 2000 YQ4               | 20 décembre 2000      | Spacewatch               |
| (106832)            | 2000 YU6               | 20 décembre 2000      | LINEAR                   |
| (106833)            | 2000 YF7               | 20 décembre 2000      | LINEAR                   |
| (106834)            | 2000 YN7               | 20 décembre 2000      | LINEAR                   |
| (106835)            | 2000 YE8               | 22 décembre 2000      | Korlevic, K.             |
| (106836)            | 2000 YG8               | 20 décembre 2000      | Roe, J. M.               |
| (106837)            | 2000 YW8               | 20 décembre 2000      | Spacewatch               |
| (106838)            | 2000 YT9               | 23 décembre 2000      | Korlevic, K.             |
| (106839)            | 2000 YJ10              | 21 décembre 2000      | LINEAR                   |
| (106840)            | 2000 YA11              | 22 décembre 2000      | LINEAR                   |
| (106841)            | 2000 YB11              | 22 décembre 2000      | LINEAR                   |
| (106842)            | 2000 YT12              | 23 décembre 2000      | Yeung, W. K. Y.          |
| (106843)            | 2000 YV12              | 25 décembre 2000      | Kobayashi, T.            |
| (106844)            | 2000 YQ14              | 25 décembre 2000      | Roe, J. M.               |
| (106845)            | 2000 YR14              | 24 décembre 2000      | Hug, G.                  |
| (106846)            | 2000 YY15              | 22 décembre 2000      | LONEOS                   |
| (106847)            | 2000 YO16              | 28 décembre 2000      | Nomen, J.                |
| (106848)            | 2000 YP16              | 28 décembre 2000      | LINEAR                   |
| (106849)            | 2000 YC17              | 22 décembre 2000      | LINEAR                   |
| (106850)            | 2000 YN18              | 21 décembre 2000      | LINEAR                   |
| (106851)            | 2000 YS19              | 28 décembre 2000      | McClusky, J. V.          |
| (106852)            | 2000 YV19              | 22 décembre 2000      | NEAT                     |
| (106853)            | 2000 YZ19              | 27 décembre 2000      | Yeung, W. K. Y.          |
| (106854)            | 2000 YB21              | 28 décembre 2000      | Spacewatch               |
| (106855)            | 2000 YN21              | 26 décembre 2000      | NEAT                     |
| (106856)            | 2000 YF22              | 26 décembre 2000      | Spacewatch               |
| (106857)            | 2000 YU22              | 28 décembre 2000      | Spacewatch               |
| (106858)            | 2000 YT23              | 28 décembre 2000      | Spacewatch               |
| (106859)            | 2000 YC26              | 23 décembre 2000      | LINEAR                   |
| (106860)            | 2000 YO26              | 28 décembre 2000      | LINEAR                   |
| (106861)            | 2000 YV26              | 28 décembre 2000      | LINEAR                   |
| (106862)            | 2000 YZ26              | 25 décembre 2000      | NEAT                     |
| (106863)            | 2000 YA27              | 25 décembre 2000      | NEAT                     |
| (106864)            | 2000 YL27              | 30 décembre 2000      | Spacewatch               |
| (106865)            | 2000 YU27              | 30 décembre 2000      | Spacewatch               |
| (106866)            | 2000 YQ28              | 28 décembre 2000      | LINEAR                   |
| (106867)            | 2000 YR28              | 28 décembre 2000      | LINEAR                   |
| (106868)            | 2000 YK31              | 31 décembre 2000      | Spacewatch               |
| (106869) Irinyi     | 2000 YY31              | 31 décembre 2000      | Sarneczky, K., Kiss, L.  |
| (106870)            | 2000 YN32              | 30 décembre 2000      | LINEAR                   |
| (106871)            | 2000 YP32              | 30 décembre 2000      | LINEAR                   |
| (106872)            | 2000 YV32              | 30 décembre 2000      | LINEAR                   |
| (106873)            | 2000 YA33              | 30 décembre 2000      | LINEAR                   |
| (106874)            | 2000 YD33              | 23 décembre 2000      | Crni Vrh                 |
| (106875)            | 2000 YW33              | 28 décembre 2000      | LINEAR                   |
| (106876)            | 2000 YN34              | 28 décembre 2000      | LINEAR                   |
| (106877)            | 2000 YU34              | 28 décembre 2000      | LINEAR                   |
| (106878)            | 2000 YZ35              | 30 décembre 2000      | LINEAR                   |
| (106879)            | 2000 YA36              | 30 décembre 2000      | LINEAR                   |
| (106880)            | 2000 YM36              | 30 décembre 2000      | LINEAR                   |
| (106881)            | 2000 YX36              | 30 décembre 2000      | LINEAR                   |
| (106882)            | 2000 YY36              | 30 décembre 2000      | LINEAR                   |
| (106883)            | 2000 YJ37              | 30 décembre 2000      | LINEAR                   |
| (106884)            | 2000 YN37              | 30 décembre 2000      | LINEAR                   |
| (106885)            | 2000 YY37              | 30 décembre 2000      | LINEAR                   |
| (106886)            | 2000 YC38              | 30 décembre 2000      | LINEAR                   |
| (106887)            | 2000 YC39              | 30 décembre 2000      | LINEAR                   |
| (106888)            | 2000 YM39              | 30 décembre 2000      | LINEAR                   |
| (106889)            | 2000 YW39              | 30 décembre 2000      | LINEAR                   |
| (106890)            | 2000 YA40              | 30 décembre 2000      | LINEAR                   |
| (106891)            | 2000 YV40              | 30 décembre 2000      | LINEAR                   |
| (106892)            | 2000 YK41              | 30 décembre 2000      | LINEAR                   |
| (106893)            | 2000 YS41              | 30 décembre 2000      | LINEAR                   |
| (106894)            | 2000 YT41              | 30 décembre 2000      | LINEAR                   |
| (106895)            | 2000 YX41              | 30 décembre 2000      | LINEAR                   |
| (106896)            | 2000 YL43              | 30 décembre 2000      | LINEAR                   |
| (106897)            | 2000 YO43              | 30 décembre 2000      | LINEAR                   |
| (106898)            | 2000 YU43              | 30 décembre 2000      | LINEAR                   |
| (106899)            | 2000 YF44              | 30 décembre 2000      | LINEAR                   |
| (106900)            | 2000 YA45              | 30 décembre 2000      | LINEAR                   |

### 106901-107000
| Nom      | Désignation provisoire | Date de la découverte | Découvreur |
| -------- | ---------------------- | --------------------- | ---------- |
| (106901) | 2000 YB45              | 30 décembre 2000      | LINEAR     |
| (106902) | 2000 YJ45              | 30 décembre 2000      | LINEAR     |
| (106903) | 2000 YN45              | 30 décembre 2000      | LINEAR     |
| (106904) | 2000 YH46              | 30 décembre 2000      | LINEAR     |
| (106905) | 2000 YP46              | 30 décembre 2000      | LINEAR     |
| (106906) | 2000 YJ47              | 30 décembre 2000      | LINEAR     |
| (106907) | 2000 YZ47              | 30 décembre 2000      | LINEAR     |
| (106908) | 2000 YX48              | 30 décembre 2000      | LINEAR     |
| (106909) | 2000 YA49              | 30 décembre 2000      | LINEAR     |
| (106910) | 2000 YF49              | 30 décembre 2000      | LINEAR     |
| (106911) | 2000 YH49              | 30 décembre 2000      | LINEAR     |
| (106912) | 2000 YN49              | 30 décembre 2000      | LINEAR     |
| (106913) | 2000 YF50              | 30 décembre 2000      | LINEAR     |
| (106914) | 2000 YO51              | 30 décembre 2000      | LINEAR     |
| (106915) | 2000 YX51              | 30 décembre 2000      | LINEAR     |
| (106916) | 2000 YS52              | 30 décembre 2000      | LINEAR     |
| (106917) | 2000 YT52              | 30 décembre 2000      | LINEAR     |
| (106918) | 2000 YZ52              | 30 décembre 2000      | LINEAR     |
| (106919) | 2000 YC53              | 30 décembre 2000      | LINEAR     |
| (106920) | 2000 YG54              | 30 décembre 2000      | LINEAR     |
| (106921) | 2000 YN54              | 30 décembre 2000      | LINEAR     |
| (106922) | 2000 YM55              | 30 décembre 2000      | LINEAR     |
| (106923) | 2000 YM57              | 30 décembre 2000      | LINEAR     |
| (106924) | 2000 YT57              | 30 décembre 2000      | LINEAR     |
| (106925) | 2000 YS58              | 30 décembre 2000      | LINEAR     |
| (106926) | 2000 YG61              | 30 décembre 2000      | LINEAR     |
| (106927) | 2000 YV61              | 30 décembre 2000      | LINEAR     |
| (106928) | 2000 YQ62              | 30 décembre 2000      | LINEAR     |
| (106929) | 2000 YV62              | 30 décembre 2000      | LINEAR     |
| (106930) | 2000 YY63              | 30 décembre 2000      | LINEAR     |
| (106931) | 2000 YC64              | 30 décembre 2000      | LINEAR     |
| (106932) | 2000 YN64              | 30 décembre 2000      | LINEAR     |
| (106933) | 2000 YY64              | 29 décembre 2000      | Spacewatch |
| (106934) | 2000 YJ65              | 16 décembre 2000      | Spacewatch |
| (106935) | 2000 YB66              | 30 décembre 2000      | LINEAR     |
| (106936) | 2000 YF66              | 30 décembre 2000      | Spacewatch |
| (106937) | 2000 YV66              | 30 décembre 2000      | Spacewatch |
| (106938) | 2000 YR69              | 30 décembre 2000      | LINEAR     |
| (106939) | 2000 YX69              | 30 décembre 2000      | LINEAR     |
| (106940) | 2000 YF70              | 30 décembre 2000      | LINEAR     |
| (106941) | 2000 YR70              | 30 décembre 2000      | LINEAR     |
| (106942) | 2000 YY70              | 30 décembre 2000      | LINEAR     |
| (106943) | 2000 YX72              | 30 décembre 2000      | LINEAR     |
| (106944) | 2000 YA73              | 30 décembre 2000      | LINEAR     |
| (106945) | 2000 YN75              | 30 décembre 2000      | LINEAR     |
| (106946) | 2000 YD76              | 30 décembre 2000      | LINEAR     |
| (106947) | 2000 YL76              | 30 décembre 2000      | LINEAR     |
| (106948) | 2000 YM76              | 30 décembre 2000      | LINEAR     |
| (106949) | 2000 YO76              | 30 décembre 2000      | LINEAR     |
| (106950) | 2000 YW76              | 30 décembre 2000      | LINEAR     |
| (106951) | 2000 YQ77              | 30 décembre 2000      | LINEAR     |
| (106952) | 2000 YW77              | 30 décembre 2000      | LINEAR     |
| (106953) | 2000 YL78              | 30 décembre 2000      | LINEAR     |
| (106954) | 2000 YS78              | 30 décembre 2000      | LINEAR     |
| (106955) | 2000 YY78              | 30 décembre 2000      | LINEAR     |
| (106956) | 2000 YZ78              | 30 décembre 2000      | LINEAR     |
| (106957) | 2000 YJ79              | 30 décembre 2000      | LINEAR     |
| (106958) | 2000 YN79              | 30 décembre 2000      | LINEAR     |
| (106959) | 2000 YR79              | 30 décembre 2000      | LINEAR     |
| (106960) | 2000 YU79              | 30 décembre 2000      | LINEAR     |
| (106961) | 2000 YZ79              | 30 décembre 2000      | LINEAR     |
| (106962) | 2000 YO80              | 30 décembre 2000      | LINEAR     |
| (106963) | 2000 YC81              | 30 décembre 2000      | LINEAR     |
| (106964) | 2000 YJ82              | 30 décembre 2000      | LINEAR     |
| (106965) | 2000 YR84              | 30 décembre 2000      | LINEAR     |
| (106966) | 2000 YF85              | 30 décembre 2000      | LINEAR     |
| (106967) | 2000 YK85              | 30 décembre 2000      | LINEAR     |
| (106968) | 2000 YT86              | 30 décembre 2000      | LINEAR     |
| (106969) | 2000 YB87              | 30 décembre 2000      | LINEAR     |
| (106970) | 2000 YU89              | 30 décembre 2000      | LINEAR     |
| (106971) | 2000 YB90              | 30 décembre 2000      | LINEAR     |
| (106972) | 2000 YN90              | 30 décembre 2000      | LINEAR     |
| (106973) | 2000 YR90              | 30 décembre 2000      | LINEAR     |
| (106974) | 2000 YW90              | 30 décembre 2000      | LINEAR     |
| (106975) | 2000 YW91              | 30 décembre 2000      | LINEAR     |
| (106976) | 2000 YP92              | 30 décembre 2000      | LINEAR     |
| (106977) | 2000 YG93              | 30 décembre 2000      | LINEAR     |
| (106978) | 2000 YO94              | 30 décembre 2000      | LINEAR     |
| (106979) | 2000 YV94              | 30 décembre 2000      | LINEAR     |
| (106980) | 2000 YM96              | 30 décembre 2000      | LINEAR     |
| (106981) | 2000 YU96              | 30 décembre 2000      | LINEAR     |
| (106982) | 2000 YJ97              | 30 décembre 2000      | LINEAR     |
| (106983) | 2000 YC98              | 30 décembre 2000      | LINEAR     |
| (106984) | 2000 YJ98              | 30 décembre 2000      | LINEAR     |
| (106985) | 2000 YD99              | 30 décembre 2000      | LINEAR     |
| (106986) | 2000 YC100             | 30 décembre 2000      | LINEAR     |
| (106987) | 2000 YG100             | 26 décembre 2000      | NEAT       |
| (106988) | 2000 YE101             | 29 décembre 2000      | LONEOS     |
| (106989) | 2000 YN102             | 28 décembre 2000      | LINEAR     |
| (106990) | 2000 YX102             | 28 décembre 2000      | LINEAR     |
| (106991) | 2000 YL103             | 28 décembre 2000      | LINEAR     |
| (106992) | 2000 YT103             | 28 décembre 2000      | LINEAR     |
| (106993) | 2000 YC106             | 28 décembre 2000      | LINEAR     |
| (106994) | 2000 YJ106             | 30 décembre 2000      | LINEAR     |
| (106995) | 2000 YO107             | 30 décembre 2000      | LINEAR     |
| (106996) | 2000 YP107             | 30 décembre 2000      | LINEAR     |
| (106997) | 2000 YR108             | 30 décembre 2000      | LINEAR     |
| (106998) | 2000 YA109             | 30 décembre 2000      | LINEAR     |
| (106999) | 2000 YG109             | 30 décembre 2000      | LINEAR     |
| (107000) | 2000 YU109             | 30 décembre 2000      | LINEAR     |

## Sources
- (en) Base de données du Centre des planètes mineures